# 袁安
袁 安（えん あん、? - 92年）は、後漢初期の中国の官僚。字は召公。豫州汝南郡汝陽県（現在の河南省周口市商水県）の人。袁安自身を含め4世代で5人の三公を出した後漢時代の名門汝南袁氏の始祖となった。袁賞・袁京・袁敞の父。

## 経歴
袁安の祖父の袁良は孟子の易を学んだ儒者で、前漢末期の平帝のとき太子舎人となり、光武帝が後漢を興すと成武県令にまで昇った人物で、袁安は祖父から家学の孟子易を学び、儒者として学問に励んだ。確かな名前の伝わっていない袁安の父の袁昌はおそらく官途についていなかったと考えられ、袁安は若い頃はとくに目立った家ではなかったらしく、はじめ県の功曹をしていたが、西暦60年に孝廉にあげられて官界に入った。
孝廉にあげられたときの逸話として、以下のような話が伝わっている。袁安が官途につかず勉学していたときに大雪があって飢饉になったことがあったが、彼はひとり家に籠って寝ていた。たまたま市中を巡回していた県令が大雪をどけていない家があったので餓死者がいるかもしれないと思って中に入ると、そこは袁安の家であった。なぜ外に出て食料を求めないのかと県令が問うと、袁安は大雪で人はみな困っているのに、自分が外に出て行ったらますます迷惑をかけてしまうと答えた。県令はその悠然とした賢人の態度に感心して孝廉に推薦したのだという。
官界に入った袁安は、いくつかの県の令を歴任して厳明かつ公正な政治をよく行って高い評価を受けた。71年に前年反逆事件を起こした光武帝の子で明帝の異母兄の楚王劉英が除封された直後の楚郡に太守として派遣され、ここで劉英の連座によって郡吏に捕らえられた王平・顔中（顔忠）ら多くの者の裁判を担当したが、反逆荷担に明らかな根拠のみられない者数百名の無罪を上奏し、多くの無実の者を出獄させた。この公正な裁きに感心した明帝によってまもなく中央に召還され、首都の洛陽を中心とする地域の行政をつかさどる河南尹に抜擢される。袁安は厳正な統治を行う一方、むやみに人を裁かずに徳治に努めたので10年あまりにわたったその在職中に首都の気風は整然となり、その名は朝廷に重んぜられるようになった。
83年に九卿のひとつ太僕に転じて中央官界に転じ、次いで中央政府の最高官である三公の司空、ついで司徒に就任した。88年に章帝が崩じて幼い和帝が即位すると、和帝の外戚（帝の母の生家）として政府の実権を握った竇氏と対立、竇氏を弾劾する上奏を行ったが、朝廷を支える清流派官僚の指導者である袁安が罷免されることはなかった。
袁安は竇氏の専権を気に病みつつ、現職の司徒のまま亡くなるが、その後竇氏の政権が打倒されると、袁安の再評価が行われ、その遺児が朗中に取り立てられた。そのうちの一人が三公の司空にのぼった袁敞であり、また別の子の袁京の子からは三公の司徒、太尉を歴任した袁湯が出た。袁湯の子からは袁逢・袁隗の2人の三公が輩出し、後漢末の群雄、袁紹と袁術は袁湯の孫である。
なお、墓碑として「袁安碑」という篆書の碑が出土しているが、当時のものであるかは諸説が分かれている。